# 木村昇吾
木村 昇吾（きむら しょうご、1980年4月16日 - ）は、大阪府大阪市城東区出身のクリケット選手、元プロ野球選手（内野手、外野手）。右投左打。YouTuber。
ワイヴァーンズクリケットクラブに所属。クリケットの日本代表チームでも活動している。

## 経歴

### 野球選手として

#### プロ入り前
小学1年生の時に大阪クーガースに入り二塁手となる。
中学校からの卒業を機に、地元の大阪を離れて、香川県の尽誠学園高校へ進学。3年の時の夏に行われた第80回全国高等学校野球選手権大会に出場したが、2回戦で久保康友を擁する関大一高に敗れた。
高校時代には卒業後に社会人野球のチームへ入ることを希望していたが、愛知学院大学硬式野球部の田中洋コーチから熱心に誘われたことを機に、同校へ進学。
愛知学院大学に入学直後から「6番・遊撃手」の定位置を確保すると、1年の時の愛知大学野球春季リーグ戦で、規定打席未満ながら.469という高打率を残した。在学中には、リーグ戦通算で85試合に出場。打率.318（314打数100安打）、5本塁打、70打点を記録したほか、遊撃手としてベストナインに5回選出されるなど、俊足とパンチ力を持ち合わせた選手として活躍した。4年の時には、チームのリーグ戦優勝を経て全日本大学野球選手権大会、明治神宮野球大会に出場したが、チームは1回戦で敗退。その一方で、秋季リーグ戦で最優秀選手に選ばれている。
2002年度NPBドラフト会議にて横浜ベイスターズから11巡目指名を受け、契約金2,000万円、年俸600万円（金額は推定）という条件で入団。背番号は66。ちなみに、この会議の前に他球団から指名の約束があったとされているが、実際には横浜が単独で指名しただけであった。

#### 横浜時代
2003年3月28日、阪神タイガースとの開幕戦（横浜スタジアム）で代打として一軍デビュー。3月29日の同カードでは、伊良部秀輝からバントをしたところ結果的にセーフティーバントとなりプロ初安打を記録した。伊良部は尽誠学園高校の先輩でもあり、試合前に挨拶に行ったところ「がんばれよ」と声を掛けられていた。一軍公式戦には通算21試合に出場。4安打を放った。
2004年シーズン以降は、一軍で目立った活躍ができず、打撃フォームの試行錯誤を繰り返した。その一方で、同年と2006年シーズンには、二軍（湘南シーレックス）からの選抜選手としてフレッシュオールスターゲームへ出場。2005年シーズンに一軍公式戦への出場機会がなかったことを背景に、翌2006年シーズンからは、走力に活路を見出そうとしていた。

#### 広島時代
2007年シーズン終了後に小山田保裕との1対2の交換トレードで岸本秀樹と共に広島東洋カープへ移籍。
2008年シーズンは、キャンプからブラウン監督の目に留まり開幕から年間を通じて一軍に定着。三塁・遊撃・二塁の守備固めや代走での起用を中心に94試合出場した。代走起用数36回、守備固めとしての出場試合数46試合はこの年のセントラル・リーグ公式戦で最も多かった。
2009年5月6日の対中日ドラゴンズ戦（ナゴヤドーム）で監督のマーティ・ブラウンが公式戦では3年ぶり3度目の5人内野シフトを敷いた時に右翼手の天谷宗一郎に代わって出場。外野へは行かず三塁手と遊撃手の間で守備に就いたが、打者荒木雅博が三振し、守備機会はなかった。この年はスタメン出場はなかったが、2年連続リーグトップの代走起用39回を記録。内野守備固め44回、外野守備固め14回と試合終盤の守備を任されるスペシャリストとして重要な働きをした。
2010年シーズン序盤はもっぱら二軍で調整。しかし東出輝裕が負傷で戦線を離脱したことを機に再び一軍へ定着した、8月21日の対横浜戦で久々の先発出場。守備・走塁だけでなくバットを寝かせた新フォームで打撃面でも好調を維持し、以後シーズン終了まで2番・二塁手としてスタメンに定着した。打席数は164と少なかったものの打率.324、自己最多の10二塁打、5三塁打を記録。代走・守備要員から脱却する飛躍のシーズンになった。特に古巣の横浜相手には9月18日の試合で自身初の1試合5安打を記録するなど対戦打率.593と強さを発揮した。
2011年シーズンは梵英心が負傷で戦線を離脱した6月から、梵に代わって遊撃手のレギュラーに定着した。一軍公式戦では自己最多の106試合に出場して76安打打率.259。自己最多の37犠打を記録した。
2012年シーズンは復帰した梵が遊撃手に固定されたため先発出場の機会が激減し、同年台頭した三塁手の堂林翔太の守備固めや代走での起用が主となった。出場機会を増やすために一塁手にも挑戦している（一塁守備でもファーストミットではなく外野手用のグラブを使用）。7月18日の中日戦では3番・遊撃手でスタメン出場してプロ入り後初のクリーンナップを任された。
2013年シーズンは堂林が骨折で離脱した8月から三塁手のレギュラーに定着。一軍公式戦62試合の出場で打率.325 1本塁打 12打点 3盗塁を記録し、チームのクライマックスシリーズ進出に貢献した。
2014年シーズンは梵がシーズン途中から三塁手へ転向した為、ポジションを入れ替える形で遊撃手としてスタメン出場する機会が増加。しかし8月には新人の田中広輔が遊撃手のレギュラーに定着した影響で、シーズン通してのレギュラー獲得には至らなかった。成績は一軍公式戦101試合に出場し打率.261 1本塁打 13打点 4盗塁。
2015年シーズンは対右投手のスタメン、三塁や一塁などの守備固め、代走、代打として一軍公式戦72試合に出場。打席数は前年253打席から半分以下の109打席にとどまったが打率.269を記録。「（NPB）他球団の話を聞いてみたい」という理由で11月10日に、海外FAの行使を表明。NPBから海外FA宣言選手として公示されたが公示から1か月以上経っても移籍先が決まらなかった。FA宣言しながら所属球団無しとなる恐れがあったことから、ネット上では「セルフ戦力外」とも言われた。本人はクリケット転身後に東京スポーツのインタビューで、控え要員として満足していた自分を変えたくなり、レギュラーになるべく環境を変えようと考えていたと、海外FAの行使を表明した意図について語っている。

#### 西武時代
2015年12月25日、埼玉西武ライオンズから2016年シーズンの春季キャンプにテスト生として参加することが発表された。FA権の行使を宣言した選手が、他球団の入団テストを受けるのは、NPB史上初めての事例であった。
2016年シーズン春季キャンプでA班（一軍）に帯同。当初はキャンプ初日（2月1日）から10日程度の入団テストを予定していたが、実際には2月5日に球団と推定年俸2000万円＋出来高の1年契約を結ぶ。背番号は0。
2016年シーズンはオープン戦8試合に出場したが、打率が.118（17打数2安打）と低迷したことから、移籍後の一軍公式戦初出場は4月23日の対東北楽天ゴールデンイーグルス戦（西武プリンスドーム）まで持ち越された。以降は一軍公式戦38試合の出場で打率.221、5打点、3盗塁という成績を残していたが、6月22日の練習中に右膝を傷めた。後の診察で、右膝前十字靱帯の断裂が判明。ランニングの再開まで3か月を要することが見込まれたため、10月1日に戦力外を球団から通告された。木村自身はNPB他球団での現役続行を希望していたが、通告を受けた時点でランニングの再開に至っていなかったため、11月12日の12球団合同トライアウト（甲子園）には参加しなかった。結局、11月18日に育成選手として西武と再契約。前述の故障が回復した時点で支配下登録選手へ復帰することを視野に入れた契約で、背番号も121へ変更。
2017年シーズンはチーム唯一の育成選手として、春季キャンプをB班（二軍）で迎えた。レギュラーシーズンの開幕後は、イースタン・リーグ公式戦37試合の出場で打率.211 1本塁打 4打点を記録。6月8日に支配下登録選手へ復帰するとともに背番号も0に戻った。同時に出場選手登録も果たしたことから、当日にはメットライフドームの対巨人戦で「9番・三塁手」としてスタメンに起用されたが、育成選手時代に着用した背番号121のユニフォームを着用していた。球団が木村の支配下再登録と並行して出場選手登録をNPBに申請した関係で、背番号0のユニフォームを手配できなかったことによる特例であったが、5回裏の第3打席にはシーズン初安打を放った。しかし、一軍公式戦には3試合に出場しただけで、前述した安打を最後にシーズンを終えた。10月6日には、前年に続いて球団から戦力外通告。12月2日付で、NPBから自由契約選手として公示された。

### クリケット選手への転向
西武から戦力外通告を受けた直後は、NPB他球団での現役続行を希望していた。2017年11月15日には、前年（2016年）に参加を見送った12球団合同トライアウト（マツダスタジアム）に初めて挑戦。シートバッティング方式の対戦で、4人の投手を相手に、4打数1安打（二塁打）という結果を残した。他球団から獲得のオファーを受けるまでには至らなかったが、クリケット関係者から身体能力の高さを評価されたことを機に、クリケットへの転向を決意。クリケットの本場・インドのトップリーグへ参戦することを目標に、2017年11月末からトレーニングを始めた。プロ野球選手がクリケット選手に転向した事例は、木村が世界で初めてとされる。
2018年には、3月に日本クリケット協会が主催する男子日本代表強化選手団の選考会へ参加。日本代表の強化選手に選出された。
日本代表への選出後は、関東地方を拠点に活動するワイヴァーンズクリケットクラブに所属しながら、「クリケットの本場」とされる国々で実戦経験を随時積んでいる。2018年6月には、クリケットの競技人口が世界で2番目に多いオーストラリアで、3週間にわたってクラブチームの練習に単身で参加。10月からは、「セント・キルダ・クリケット・クラブ（英語: St Kilda Cricket Club）」（同国ビクトリア州のプレミア・アマチュアリーグに加盟するチーム）および、「トゥーラック プラーン」（メルボルン市の東南地域のリーグに加盟するチーム）の四軍で、クリケット選手としてのスタートを切った。2019年にも、8月にスリランカの強豪チーム「シンハラ・スポーツ・クラブ（英語: Singhalese Sports Club）」の三軍へ1か月間参加。その後も、シーズンにあわせ日本と海外を往復している。
2018年3月の東京スポーツのインタビューで記者に「(クリケットでは)生活できないんじゃないんですか?」と聞かれると、自身の経済状況については触れないでおきつつも「クリケットのトッププレーヤーの中には成功したらインド、豪州、英国などのリーグを転戦し、30億円稼ぐ選手もいます」と説明している。

## 選手としての特徴

### 野球選手として
俊足、強肩、内外野全ポジションをこなせる守備力が最大の持ち味で、ユーティリティープレイヤーとして重宝されていた。一塁を守る時には、ファーストミットではなく、外野手用のグラブを使用。
打者としては勝負強くシュアな打撃が魅力。横浜時代から広島への移籍直後までスイッチヒッターとして登録されていたが、後に左打ちへ専念。バッティングフォームはオープンスタンスで、クリケットへの転向後も、攻撃の際には左打席に立っている。

### クリケット選手として
2017年末から取り組んでいるクリケットでは、トレーニングパートナーの上原良崇（元・クリケット日本代表選手）から、「クリケット選手としては、日本代表チームでも十分に活躍できるほど、打撃でも守備でもあらゆる面で能力が突出している」という表現で高く評価されている。木村自身は、野球からクリケットへの転向について、「（日本のプロ）野球を経験した木村昇吾としてクリケット（転向）のオファーをいただいたので、野球に感謝してもし切れない。『野球選手は違うんだな』と言われるほどクリケットで活躍すれば、クリケットはプロ野球だけでなくアマチュアで野球を断念した選手にとっても（アスリートとしての新たなステージを）目指せる競技になると思う」と述べている。2016年時点での日本のクリケット競技人口は2,630名で、日本国内にプロリーグは存在しないが、木村自身は大東建設不動産株式会社（東京都港区：代表取締役 松村謙一郎）との間でゴールドサポーター契約を締結している。

## 人物
妻、長女、長男、次女の5人家族。
YouTubeやInstagram、Twitter、TikTokなどのSNSでもクリケットの普及を行なっている。

## 詳細情報

### 年度別打撃成績
| 年 度     | 球 団     | 試 合 | 打 席 | 打 数 | 得 点 | 安 打 | 二 塁 打 | 三 塁 打 | 本 塁 打 | 塁 打 | 打 点 | 盗 塁 | 盗 塁 死 | 犠 打 | 犠 飛 | 四 球 | 敬 遠 | 死 球 | 三 振 | 併 殺 打 | 打 率 | 出 塁 率 | 長 打 率 | O P S |
| --------- | --------- | ----- | ----- | ----- | ----- | ----- | -------- | -------- | -------- | ----- | ----- | ----- | -------- | ----- | ----- | ----- | ----- | ----- | ----- | -------- | ----- | -------- | -------- | ----- |
| 2003      | 横浜      | 21    | 26    | 25    | 0     | 4     | 0        | 0        | 0        | 4     | 0     | 0     | 0        | 0     | 0     | 0     | 0     | 1     | 9     | 0        | .160  | .192     | .160     | .352  |
| 2004      | 横浜      | 1     | 1     | 1     | 0     | 0     | 0        | 0        | 0        | 0     | 0     | 0     | 0        | 0     | 0     | 0     | 0     | 0     | 1     | 0        | .000  | .000     | .000     | .000  |
| 2006      | 横浜      | 15    | 17    | 15    | 1     | 2     | 0        | 0        | 0        | 2     | 0     | 1     | 2        | 1     | 0     | 1     | 0     | 0     | 4     | 0        | .133  | .188     | .133     | .321  |
| 2007      | 横浜      | 10    | 6     | 5     | 1     | 1     | 0        | 0        | 0        | 1     | 1     | 1     | 1        | 0     | 0     | 0     | 0     | 1     | 1     | 1        | .200  | .333     | .200     | .533  |
| 2008      | 広島      | 94    | 55    | 48    | 15    | 11    | 0        | 0        | 0        | 11    | 1     | 6     | 2        | 4     | 0     | 2     | 0     | 1     | 13    | 0        | .229  | .275     | .229     | .504  |
| 2009      | 広島      | 69    | 15    | 13    | 15    | 3     | 1        | 0        | 0        | 4     | 1     | 4     | 4        | 1     | 0     | 0     | 0     | 1     | 7     | 0        | .231  | .286     | .308     | .593  |
| 2010      | 広島      | 70    | 164   | 136   | 22    | 44    | 10       | 5        | 1        | 67    | 11    | 6     | 5        | 16    | 0     | 10    | 0     | 2     | 33    | 1        | .324  | .378     | .493     | .871  |
| 2011      | 広島      | 106   | 349   | 293   | 30    | 76    | 6        | 1        | 0        | 84    | 17    | 3     | 3        | 37    | 1     | 14    | 2     | 4     | 53    | 6        | .259  | .301     | .287     | .588  |
| 2012      | 広島      | 71    | 55    | 46    | 10    | 7     | 2        | 0        | 0        | 9     | 2     | 1     | 1        | 4     | 0     | 3     | 0     | 2     | 7     | 4        | .152  | .235     | .196     | .431  |
| 2013      | 広島      | 62    | 133   | 114   | 15    | 37    | 1        | 0        | 1        | 41    | 12    | 3     | 2        | 7     | 0     | 12    | 0     | 0     | 18    | 2        | .325  | .389     | .360     | .749  |
| 2014      | 広島      | 101   | 253   | 238   | 25    | 62    | 6        | 3        | 1        | 77    | 13    | 4     | 2        | 7     | 1     | 4     | 1     | 3     | 57    | 3        | .261  | .280     | .324     | .604  |
| 2015      | 広島      | 72    | 109   | 93    | 14    | 25    | 4        | 2        | 0        | 33    | 8     | 2     | 0        | 8     | 3     | 5     | 0     | 0     | 22    | 1        | .269  | .297     | .355     | .652  |
| 2016      | 西武      | 38    | 108   | 95    | 7     | 21    | 2        | 1        | 0        | 25    | 5     | 3     | 0        | 5     | 2     | 6     | 0     | 0     | 22    | 2        | .221  | .262     | .263     | .525  |
| 2017      | 西武      | 3     | 7     | 6     | 1     | 1     | 0        | 0        | 0        | 1     | 0     | 0     | 0        | 0     | 0     | 1     | 0     | 0     | 1     | 1        | .167  | .286     | .167     | .452  |
| NPB：14年 | NPB：14年 | 733   | 1298  | 1128  | 156   | 294   | 32       | 12       | 3        | 359   | 71    | 34    | 22       | 90    | 7     | 58    | 3     | 15    | 248   | 21       | .261  | .304     | .318     | .622  |

### 年度別守備成績
内野守備
| 年 度 | 一塁  | 一塁  | 一塁  | 一塁  | 一塁  | 一塁     | 二塁  | 二塁  | 二塁  | 二塁  | 二塁  | 二塁     | 三塁  | 三塁  | 三塁  | 三塁  | 三塁  | 三塁     | 遊撃  | 遊撃  | 遊撃  | 遊撃  | 遊撃  | 遊撃     |
| 年 度 | 試 合 | 刺 殺 | 補 殺 | 失 策 | 併 殺 | 守 備 率 | 試 合 | 刺 殺 | 補 殺 | 失 策 | 併 殺 | 守 備 率 | 試 合 | 刺 殺 | 補 殺 | 失 策 | 併 殺 | 守 備 率 | 試 合 | 刺 殺 | 補 殺 | 失 策 | 併 殺 | 守 備 率 |
| ----- | ----- | ----- | ----- | ----- | ----- | -------- | ----- | ----- | ----- | ----- | ----- | -------- | ----- | ----- | ----- | ----- | ----- | -------- | ----- | ----- | ----- | ----- | ----- | -------- |
| 2003  | -     | -     | -     | -     | -     | -        | -     | -     | -     | -     | -     | -        | -     | -     | -     | -     | -     | -        | 7     | 5     | 6     | 0     | 2     | 1.000    |
| 2006  | 1     | 1     | 0     | 0     | 0     | 1.000    | 4     | 4     | 11    | 0     | 1     | 1.000    | -     | -     | -     | -     | -     | -        | -     | -     | -     | -     | -     | -        |
| 2007  | -     | -     | -     | -     | -     | -        | 2     | 1     | 1     | 0     | 1     | 1.000    | 6     | 0     | 2     | 0     | 0     | 1.000    | 2     | 0     | 1     | 0     | 0     | 1.000    |
| 2008  | -     | -     | -     | -     | -     | -        | 4     | 5     | 6     | 0     | 2     | 1.000    | 53    | 14    | 21    | 2     | 2     | .946     | 25    | 20    | 31    | 1     | 6     | .981     |
| 2009  | -     | -     | -     | -     | -     | -        | -     | -     | -     | -     | -     | -        | 39    | 8     | 13    | 1     | 0     | .955     | 5     | 2     | 5     | 0     | 1     | 1.000    |
| 2010  | 1     | 0     | 0     | 0     | 0     | ----     | 35    | 80    | 92    | 2     | 18    | .989     | 17    | 4     | 14    | 0     | 1     | 1.000    | -     | -     | -     | -     | -     | -        |
| 2011  | -     | -     | -     | -     | -     | -        | 1     | 1     | 0     | 0     | 0     | 1.000    | 13    | 3     | 2     | 0     | 1     | 1.000    | 86    | 134   | 241   | 9     | 34    | .977     |
| 2012  | 9     | 12    | 0     | 0     | 2     | 1.000    | 8     | 2     | 9     | 1     | 1     | .917     | 21    | 3     | 14    | 1     | 2     | .944     | 16    | 7     | 13    | 1     | 2     | .952     |
| 2013  | 6     | 8     | 0     | 0     | 1     | 1.000    | 1     | 0     | 0     | 0     | 0     | ----     | 31    | 9     | 31    | 3     | 1     | .930     | 33    | 18    | 37    | 1     | 8     | .982     |
| 2014  | 9     | 21    | 2     | 0     | 2     | 1.000    | 4     | 2     | 1     | 0     | 0     | 1.000    | 23    | 5     | 23    | 2     | 3     | .933     | 61    | 80    | 137   | 4     | 28    | .982     |
| 2015  | 15    | 22    | 1     | 0     | 1     | 1.000    | 3     | 3     | 1     | 0     | 0     | 1.000    | 53    | 22    | 51    | 2     | 3     | .973     | 1     | 0     | 3     | 1     | 0     | 1.000    |
| 2016  | 14    | 72    | 4     | 1     | 7     | .987     | -     | -     | -     | -     | -     | -        | 19    | 6     | 30    | 1     | 4     | .973     | 6     | 7     | 13    | 1     | 2     | .952     |
| 2017  | -     | -     | -     | -     | -     | -        | 2     | 0     | 4     | 1     | 1     | .800     | -     | -     | -     | -     | -     | -        | -     | -     | -     | -     | -     | -        |
| 通算  | 55    | 136   | 7     | 1     | 13    | .993     | 64    | 98    | 125   | 4     | 24    | .982     | 275   | 74    | 201   | 12    | 17    | .958     | 242   | 268   | 481   | 18    | 83    | .979     |

外野守備
| 年 度 | 外野  | 外野  | 外野  | 外野  | 外野  | 外野     |
| 年 度 | 試 合 | 刺 殺 | 補 殺 | 失 策 | 併 殺 | 守 備 率 |
| ----- | ----- | ----- | ----- | ----- | ----- | -------- |
| 2009  | 14    | 5     | 0     | 0     | 0     | 1.000    |
| 2010  | 12    | 3     | 0     | 0     | 0     | 1.000    |
| 2011  | 3     | 4     | 0     | 0     | 0     | 1.000    |
| 2012  | 4     | 1     | 0     | 0     | 0     | 1.000    |
| 2013  | 3     | 1     | 0     | 0     | 0     | 1.000    |
| 通算  | 36    | 14    | 0     | 0     | 0     | 1.000    |

### 記録
- 初出場：2003年3月28日、対阪神タイガース1回戦（横浜スタジアム）、7回裏に吉見祐治の代打で出場
- 初打席：同上、7回裏に吉野誠の前に空振り三振
- 初安打：2003年3月29日、対阪神タイガース2回戦（横浜スタジアム）、4回裏にドミンゴ・グスマンの代打で出場、伊良部秀輝から投手バントヒット
- 初先発出場：2003年6月13日、対中日ドラゴンズ11回戦（横浜スタジアム）、2番・遊撃手で先発出場
- 初盗塁：2006年5月17日、対千葉ロッテマリーンズ2回戦（横浜スタジアム）、9回裏に二盗（投手：小林雅英、捕手：橋本将）
- 初打点：2007年7月29日、対阪神タイガース13回戦（阪神甲子園球場）、9回表に筒井和也から一塁ゴロの間に記録
- 初本塁打：2010年9月9日、対東京ヤクルトスワローズ18回戦（明治神宮野球場）、9回表に松井光介から右越2ラン

### 背番号
- 66（2003年 - 2015年）
- 0（2016年、2017年6月8日 - 同年終了）
- 121（2017年 - 同年6月7日）

## 関連情報

### 出演
テレビ
- カープ道（広島ホームテレビ）
  - #97 木村昇吾流「男の生き様」（2018年4月11日）
  - #102 木村昇吾流「男の生き様」第2弾（2018年5月16日）

以下の番組にはいずれも、クリケット選手として出演。
- バース・デイ「元プロ野球選手・木村昇吾」（2018年7月7日、TBSテレビ）
- ジャンクSPORTS（2018年7月29日、フジテレビ）
- OFLIFE（2019年3月6日、毎日放送）- 広島時代のチームメイトだった黒田博樹がナビゲーターを務めるドキュメンタリー番組で、トゥーラックの選手としての単身生活に密着した取材の模様を放送[31]。

ラジオ
- 伊集院光とらじおと（2019年12月16日、TBSラジオ）
- ANOTHER SENSE（2020年1月、InterFM）